# Jutro, jutro i znów jutro
Jutro, jutro i znów jutro (ang. To-morrow, and to-morrow, and to-morrow) – początek (w oryginale, w polskim tłumaczeniu poprzedzone jest ono słowami Ciągle to) trzeciego zdania słynnego monologu scenicznego z tragedii Williama Shakespeare'a Makbet, wypowiadanego przez tytułowego bohatera w scenie V aktu V, gdy dowiaduje się on o śmierci żony. Często używa się tych słów jako tytułu całego monologu, którego treść brzmi następująco:

Powinna była umrzeć nieco później;

Czego się było tak śpieszyć z tą wieścią?

Ciągle to jutro, jutro i znów jutro

Wije się w ciasnym kółku od dnia do dnia

Aż do ostatniej głoski czasokresu;

A wszystkie wczora to były pochodnie,

Które głupocie naszej przyświecały

W drodze do śmierci. Zgaśnij, wątłe światło!

Życie jest tylko przechodnim półcieniem,

Nędznym aktorem, który swoją rolę

Przez parę godzin wygrawszy na scenie

W nicość przepada – powieścią idioty,

Głośną, wrzaskliwą, a nic nie znaczącą.

Badacze różnie interpretowali monolog Makbeta. Nie wiadomo, czy dwoma pierwszymi zdaniami bohater wyraża swoje zmartwienie wczesną śmiercią żony, czy jej śmiercią w ogóle. Powszechnie przyjmuje się, że dalszy ciąg tekstu uwidacznia moralny upadek Makbeta: dla niego życie jest tylko przedstawieniem teatralnym, które prędzej czy później musi skończyć się śmiercią – i nie ma dla nikogo ani dla niczego żadnego znaczenia. Bohater oswoił się z tym, że wokół niego giną ludzie, gdyż własnoręcznie zabił wiele osób. Nic już się dla niego nie liczy – sam pragnie umrzeć.